# LFK NG
LFK NG（ドイツ語: Lenkflugkörper Neue Generation, 新世代ミサイル）は、ドイツ連邦共和国のMBDAドイツ（LFK）社とディール・ディフェンス（BGT）社が開発中の短距離防空ミサイルである。

## 開発経緯
LFK NGは、ドイツ陸軍の新しい野戦防空システムSysFla（Systems Flugabwehr）を構成するサブシステムとして開発中のミサイルシステムである。SysFlaは、アメリカ陸軍のCounter-RAMシステムと同様、ロケット弾や迫撃砲弾などから野戦部隊を防御するためのシステムである。
2007年にドイツ政府はラインメタル・ディフェンス社とMBDAドイツ社による合弁企業SysFla社を野戦防空システム全体の開発者として選定した。SysFla社の開発計画によれば、対空機関砲のMANTIS次期空間防護システム（旧称 NBS C-RAM）と、短距離防空ミサイルのLFK NGによって、縦深的な防御火網を構築することが期待された。なおMANTIS次期空間防護システムは、 GDF-020 35mm機関砲から派生した35mm AHEAD弾利用の対空機関砲システムである。
LFK NGの開発は、MBDAドイツ（LFK）社とディール・ディフェンス（BGT）社の共同で行なわれることとなった。BGT社も参加した欧州数カ国の企業により国際開発された短距離空対空ミサイルIRIS-Tをベースとしている。C-RAM用途の要請により弾頭方式は変更され、運動エネルギー弾による直撃破壊式が採用されている。
また、LFK NGは、ティーガー攻撃ヘリコプターの自衛兵器としても搭載が検討されている。

## 参照
- deagel.com (2011年3月10日). “LFK NG / LFK NG leFla” (英語). 2011年9月10日閲覧。